# Ligne 4 du tramway de Caen
Pour les articles homonymes, voir Ligne 4.
La ligne 4 du tramway de Caen est un projet de ligne française de tramway dans le Calvados, en Normandie. Quatrième ligne du tramway de Caen, elle a pour enjeux de desservir l'axe Est – Ouest puisque les trois autres lignes sont plutôt orienté Nord – Sud.

## Histoire

État du projet à la fin de l'année 2023.

Après l'arrêt du tramway sur pneus et la mise en service du tramway en 2019, la communauté urbaine Caen la mer lance le chantier pour l’extension des lignes du tramway. Il s'avère que plusieurs quartiers denses ne sont pas desservis comme Beaulieu, Saint-Contest, Chemin Vert, et le nouveau quartier Presqu'île. Plusieurs équipements majeurs pourront être accessible tels que le stade nautique Eugène-Maës, le parc des expositions, le Zénith, le futur Palais des Sports, le stade Michel d’Ornano, ainsi que le lycée Malherbe. L'objectif de ces extensions est d'apporter aux zones concernées un meilleur service de transport là où le réseau de lignes de bus est jugé insuffisant. En effet, la demande dans les quartiers Est de Caen est approximativement la même que celle du réseau actuel (calcul basé sur le ratio population /emploi /établissements scolaire).
L'idée d'une ligne en patte d'oie permet d'une part de se rendre vers le quartier Beaulieu, et d'autre part vers Saint-Contest en passant par le quartier du Chemin-Vert. 
Les premières études sont lancées en 2022 avec une concertation publique sur la proposition de trois tracés.  Le 28 février 2023, les élus communautaires votent définitivement le tracé en se basant sur le bilan de la concertation,.
Lors de la concertation continue, l'offre de service envisagée évolue plusieurs fois. 
Dans le dossier de concertation présenté en 2023, deux options d'offre de service sont présentées. Dans les deux cas, la ligne T4 devait desservir la branche vers le quartier de Beaulieu (celle vers Saint-Contest et le quartier du Chemin-Vert devant être assurée par la ligne T3). En avril 2024, de nouvelles réunions sont organisées. Dans l'offre de service présentée, la ligne T4 reprend la branche du Chemin-Vert, avec un terminus à Saint-Contest (la desserte de Beaulieu étant assurée par la ligne T3). 
La ligne T4 devrait également absorber la partie de la ligne 2 existante entre les arrêts Bernières et Presqu'île. Un prolongement de la ligne au delà de la station Presqu'île jusqu'à Chaussée d'Alger, à travers l'ancienne zone portuaire, est également prévu à l'origine. Ce prolongement est toutefois annulé pendant l'été 2023.
L'extension du tramway devrait être mis en service mi-2029.

Plan schématique de la ligne 4 à partir de 2029 (état du projet en avril 2024).